# Bitstromzugang
Bitstromzugang (auch "virtuelle Entbündelung", engl. bitstream access) ist ein Vorleistungsprodukt, das Telekommunikationsunternehmen mit eigener Infrastruktur, die bis zum Endkunden reicht, anderen Telekommunikationsunternehmen anbieten, damit diese dem Endkunden ebenfalls Internet- und Telefondienste anbieten können. Dabei werden die Daten, die von und zum Endkunden gesendet werden, dem abnehmenden Unternehmen in Form eines Datenstroms an Netzwerkschnittstellen vom anbietenden Unternehmen übergeben. Es werden unterschiedliche Bitstrom-Varianten angeboten, die darin variieren, wie viel eigene Infrastruktur das abnehmende Unternehmen selbst aufzubauen hat und ob parallel ein Telefonanschluss des anbietenden Unternehmens beim Endkunden vorliegt.
Insbesondere die historischen Netzbetreiber (in Deutschland die Deutsche Telekom AG) sind in Europa regulatorisch dazu verpflichtet, Bitstromzugänge anzubieten. Dieses Angebot besteht neben der klassischen Entbündelung, bei der die nachfragenden Unternehmen physische Leitungen mieten. Daneben bieten aber auch andere Unternehmen mit eigener Infrastruktur auf freiwilliger Basis Bitstrom- oder Bitstrom-ähnliche Produkte an.

## Beschreibung
Um Bitstromzugang zu Endkunden zu erhalten, muss das abnehmende Unternehmen entsprechende Übergabe-Schnittstellen beim anbietenden Unternehmen anbinden, um die von und an die Endkunden gesendeten Daten übergeben und übernehmen zu können. Die Übergabe der Daten kann dabei auf unterschiedlichen Protokoll-Ebenen erfolgen: Sowohl die Übergabe auf IP-Ebene, auf ATM-Ebene, als auch auf Ethernet-Ebene ist möglich.
Das abnehmende Unternehmen kann die so entgegengenommenen Daten sodann ins Internet weiterleiten, um den Endkunden so Internetdienste anzubieten, oder diese zu einer Telefonie-Plattform führen, um so Telefondienste anzubieten. Auch andere Dienste, beispielsweise IPTV sind so möglich.
Die Infrastruktur auf der anderen Seite der Übergabe-Schnittstelle wird vollständig vom anbietenden Unternehmen betrieben. Sind die Endkunden per DSL angebunden, heißt das beispielsweise, dass sowohl die Teilnehmeranschlussleitung, der DSLAM als auch die Anbindung des DSLAM an die Übergabe-Schnittstelle (das sogenannte Konzentrationsnetz) von diesem betrieben werden.
Abzugrenzen ist der Bitstromzugang von sogenannten Resale-Angeboten. Hier verfügt das abnehmende Unternehmen über überhaupt keine eigene Infrastruktur. Das anbietende Unternehmen bindet den Endkunden direkt an das Internet an, die Endkundenbeziehung liegt aber gleichwohl beim abnehmenden Unternehmen.

## Unterschiedliche Varianten
Die unterschiedlichen Bitstromzugangsangebote variieren darin, wie nah am Endkunden sich die Übergabe-Schnittstelle befindet. So bietet die Deutsche Telekom beispielsweise an, den Datenverkehr regional abzunehmen (in insgesamt 73 unterschiedlichen Regionen) oder Datenverkehr aus ganz Deutschland konzentriert an einem Standort abzunehmen. Dabei ist die regionale Abnahme wegen des kleineren notwendigen Konzentrationsnetzes entsprechend mit einem günstigeren Entgelt versehen.
Eine weitere Variation bezieht sich darauf, ob Voraussetzung für die Verfügbarkeit des Bitstroms die Existenz eines Telefonanschlusses des anbietenden Unternehmens ist. Ist dies der Fall, wird üblicherweise von einem Shared-Anschluss gesprochen. Ist dies nicht der Fall, wird dies als Stand-Alone-Bitstrom bezeichnet.

## Deutschland
Deutschland nahm in der Breitbandregulierung innerhalb der Europäischen Union lange Zeit eine Sonderstellung ein, da hier entgegen dem üblichen Bitstromzugang lediglich hilfsweise durch die Deutsche Telekom angebotene Ersatzvorleistungsprodukte (Produktbündel aus T-DSL-Resale-Anschluss und wahlweise T-DSL-ZISP, ISP-Gate oder T-OC-DSL) zum Angebot von Bitstromdiensten zur Verfügung standen.
Erst im September 2006 wurde von der Bundesnetzagentur eine Verfügung erlassen, die die Deutsche Telekom zu einem umfassenden Angebot von Bitstromzugängen verpflichtete. Die ersten Aufschaltungen von ADSL-Bitstromanschlüssen erfolgten Mitte August 2008.
Die IP-Bitstrom-Regulierungsverfügung sah ein Angebot von Zugängen sowohl auf ADSL- als auch auf ADSL2+- und SDSL-Basis vor und die Übergabe des Verkehrs ins Netz der alternativen Anbieter an regionalen Übergabe-Schnittstellen in 73 Regionen. Seit einigen Jahren ermöglicht die Deutsche Telekom neben ADSL und SDSL auch für VDSL einen Bitstromzugang. Um die Zugangskonditionen und die Einrichtung von Bistromzugängen zu standardisieren, entwickelte von 2010 bis 2013 ein NGA-Forum unter der Leitung Bundesnetzagentur entsprechende Muster-Dokumente.
In Summe waren bei der Telekom im dritten Quartal 2014 bereits rund zwei Millionen Bitstromzugänge geschaltet. Davon waren rund 0,4 Millionen parallel zu einem Telefonanschluss der Telekom (Shared) und 1,6 Millionen in der Variante Stand Alone.
2016 wurden zudem erstmals die Zugangsbedingungen und Entgelte für Zugänge zum genannten Layer-2-Bitstrom-Netz festgelegt, in dem Bitstrom mittels Ethernet-Technologie transportiert wird.

## Schweiz
Gemäß Neufassung des Schweizer Fernmeldegesetzes war Swisscom Fixnet ab April 2007 zum Angebot eines Bitstromzugangs verpflichtet, was die Swisscom aber unter Hinweis auf eine ihrer Ansicht nach nicht gegebene marktbeherrschende Stellung bisher verweigert. Der größte Mitbewerber Sunrise Communications reichte daraufhin Klage ein und wurde von der Eidgenössischen Kommunikationskommission (ComCom) im November 2007 bestätigt. Swisscom klagte gegen diese ComCom-Entscheidung vor dem Bundesverwaltungsgericht. Dieses wies die Klage im Februar 2009 ab. Swisscom kündigte nun an, voraussichtlich ab November 2009 einen vollwertigen Bitstromzugang für Fremdanbieter anzubieten.
Im November 2007 entschied Swisscom, seinen seit Ende August 2007 bereits den eigenen Endkunden angebotenen entbündelten DSL-Zugang auch über Reseller zu vermarkten. Diese Resale-Vorleistung erfüllt jedoch nicht die Bitstrom-Vorgaben der möglichen individuellen Provider-definierten Qualitätsparameter.